# Thomas Wesskamp
Thomas Wesskamp (* 1956 in Essen; † 5. Mai 2024 in München) war ein deutscher Journalist und Drehbuchautor.

## Leben
Im Anschluss an ein Bergbaustudium an der RWTH Aachen studierte Thomas Wesskamp Kommunikationswissenschaften an der Ludwig-Maximilians-Universität München. Von 1981 bis 1984 arbeitete er als Redakteur für das Magazin Playboy. In den 1980er-Jahren begann Wesskamp mit dem Schreiben von Fernsehdrehbüchern, zunächst mit Axel Götz, seit 1993 gemeinsam mit dem Schauspieler und Autoren Dirk Salomon, 1991 auch mit Stefan Cantz. Gelegentlich war er in der Vergangenheit auch in kleinen Rollen vor der Kamera zu sehen.
Der mehrfach ausgezeichnete Wesskamp lebte zuletzt in München und starb nach langer und schwerer Krankheit.

## Filmografie

### Als Drehbuchautor

#### Mit Axel Götz
- 1987: Auf Achse (3 Folgen)
- 1991: Elfenbein
- 1993: Morlock – Kinderkram
- Tatort
  - 1988: Moltke
  - 1989: Der Pott
  - 1991: Wer zweimal stirbt
  - 1991: Der Fall Schimanski
  - 1992: Tod eines Wachmanns

#### Mit Stefan Cantz
- 1991: Wer zweimal stirbt

#### Mit Dirk Salomon
- 1997: Der Mordsfilm
- 2003: Treibjagd
- 2004: Einsatz in Hamburg – Bei Liebe Mord
- 2005–2006: Ein Fall für B.A.R.Z. (16 Folgen)
- 2006–2007: Ein Fall für zwei (Folgen Blutige Liebesgrüße und Tödliche Besessenheit)
- 2007: Fürchte dich nicht
- 2007–2008: Lutter (Folgen Essen is’ fertig und Toter Bruder)
- 2010: Tatort – Vergessene Erinnerung
- 2012: Die Rache der Wanderhure
- seit 2015: SOKO München (bislang 5 Folgen)
- 2017: Die Ketzerbraut
- Polizeiruf 110
  - 1995: 1A Landeier
  - 1995: Roter Kaviar
  - 1997: Gänseblümchen
  - 1998: Mordsmäßig Mallorca
  - 2004: Bruderliebe
  - 2004: Mein letzter Wille

### Als Schauspieler
- 1997: Polizeiruf 110 – Gänseblümchen
- 1998: Tatort – Schwarzer Advent
- 1998: Polizeiruf 110 – Mordsmäßig Mallorca
- 2000: Polizeiruf 110 – Bruderliebe
- 2003: Treibjagd
- 2004: Folle embellie
- 2004: Polizeiruf 110 – Mein letzter Wille

## Auszeichnungen
- 1996: Adolf-Grimme-Preis für 1A Landeier
- 1996: Nominierung zum Adolf-Grimme-Preis für Roter Kaviar
- 2007: Nominierung zum Deutschen Fernsehpreis 2007 für Fürchte dich nicht in der Kategorie „Bestes Buch“

Für die Tatort-Folge Moltke wurden 1989 Regisseur Hajo Gies sowie Götz George und Eberhard Feik mit dem Adolf-Grimme-Preis mit Gold ausgezeichnet.